# Автономия
Автоно́мия (др.-греч. αὐτονομία буквально — «самозаконие» ← αὐτος + νόμος) — право государства управляться собственными законами, вместе с тем право политической независимости, самостоятельность, способность или право субъекта действовать на основании установленных (сделанных, составленных им самим) принципов.
На конец XIX и начало XX столетий, Автономия, то есть самозаконие, — самоуправление (общин, провинций, целых областей), независимость во внутренних делах от центральной правительственной власти. Территориальная автономия образований (краёв, земель, стран, областей) как правовой режим в государстве представляет собой предусмотренный правовыми нормами, того или иного государства, порядок регулирования статуса этого территориального образования, основывающийся на принципах признания идентичности социальных групп и/или специфических особенностей территорий и выражающийся в своеобразии способов и гарантий реализации, охраны и защиты этого статуса. Автономия каких-либо органов и учреждений может быть управленческой, финансовой, экономической, и предоставляется, как правило, каким-либо органам и учреждениям в силу специфики их деятельности, требующей принятия быстрых, то есть своевременных, и компетентных решений, в их деятельности, во благо народа и государства.

## История термина
Изначально автономией, в эпоху античности, называлось право греческих полисов (городов-государств) управляться собственными законами и считаться независимыми государствами, признанное в 397 году до н. э. так называемым Анталкидовым миром — между Персидским царём Артаксерксом II и спартанским военачальником Анталкидом — относительно всех городов европейской Греции и островов, кроме пяти. По этому договору греческие города в Малой Азии и на Кипре переходили под управление персидского царя, а полисы греческого архипелага признавали персидского монарха лишь третейским судьёй в своих спорах, в остальном руководствуясь собственным законодательством. Позднее древние римляне, в ходе Македонских войн, сохраняли эти условия для присоединявшихся к Риму греческих полисов, но уже под контролем римской администрации — наместников. Впоследствии за автономиями римляне признавали и право чеканить свою монету, только без изображения главы государства — суверена (государя). В целом, автономия в Древнем Риме была суженным вариантом права на самоуправление, даровавшееся под названием «элефтерия» (от греч. «свобода»).

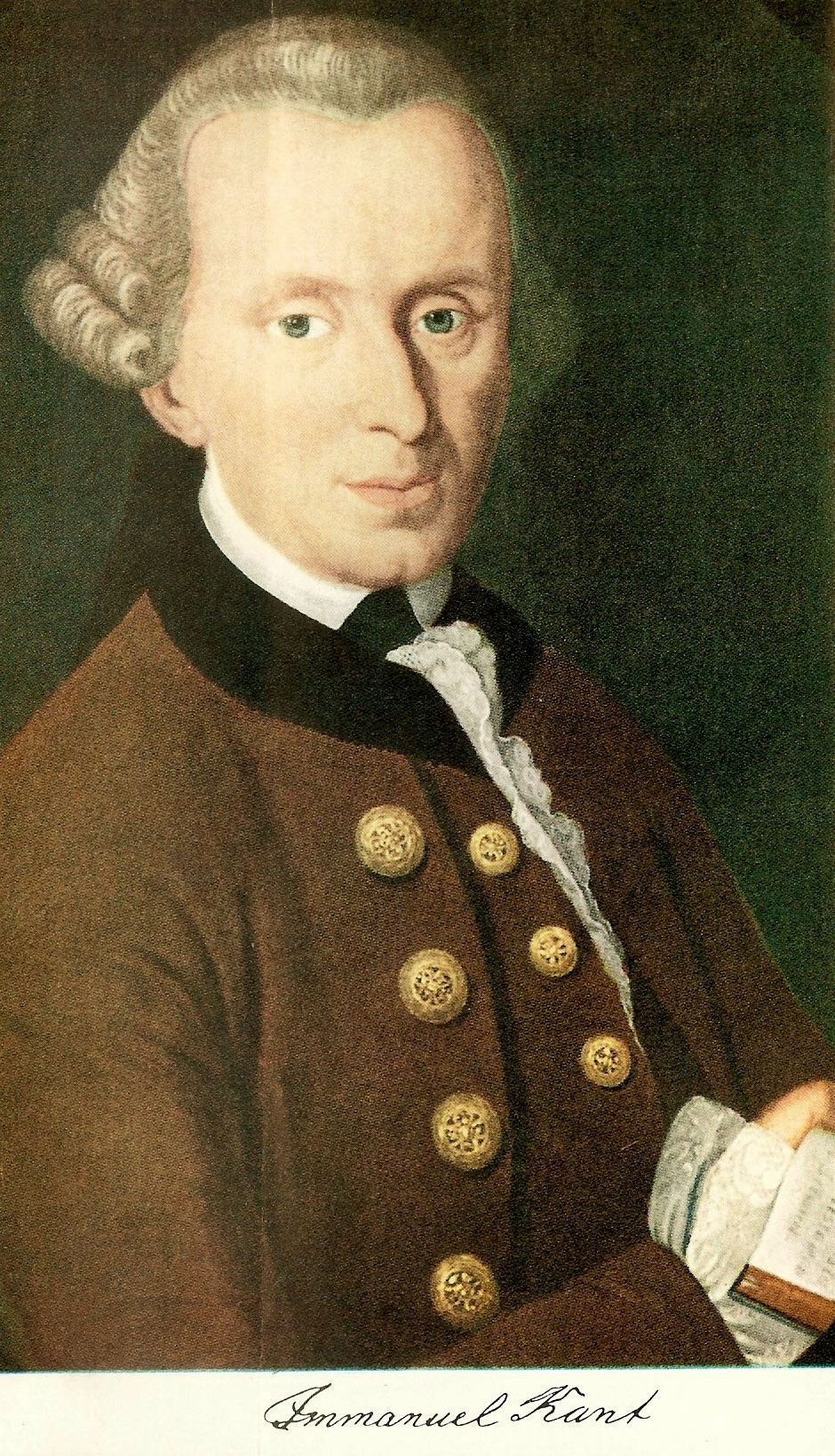
Иммануил Кант (1724—1804)

В средние века существовали самые обширные и разнообразные автономии, колебавшие государственное единство и общее государственное право.

## Философия
В философии автономия — принцип самостоятельности бытия, направляемого собственным разумом и совестью (Кант); способность личности как морального субъекта к самоопределению на основе собственного законодательства, в другом источнике Автономия воли — способность воли ставить самой себе нравственный закон. Противоположна гетерономии субъекта — то есть принятию норм поведения «извне» — без обоснования их необходимости собственным мышлением.
Необходимость автономии была осознана ещё в греческой философии Демокритом и Сократом. Как всеобщий принцип поведения автономия провозглашена Лютером, выступавшим против авторитаризма римско-католической церкви. Проблема автономии была этически осмыслена Шефтсбери, Хатчесоном, а в теоретически последовательной форме Кантом (автономная этика).
Моральная автономия позволяет, сохраняя человеческое достоинство и добродетель, быть свободным от произвольности социальных установлений, диктата власти, моды, мнения других и не терять самообладания перед лицом жизненных трудностей и опасностей.

## Психология
Парный термин автономии-гетерономии в психологии и детском психоанализе был введён Жаном Пиаже для разграничения между гетерономией детей и автономией взрослых. По механике действия он основан на контрасте между инфантильной зависимостью и несамостоятельностью детей с одной стороны, и видимой независимостью (или стремлением к независимости) взрослых. Одновременно Пиаже указал на теснейшую взаимосвязь и взаимоперетекание автономии и гетерономии. Например, невротическая зависимость (гетерономия) — указывает на болезненное состояние, при котором взрослый человек, который (по внутренней ренте) должен быть автономным, при этом чувствует себя — гетерономным, то есть зависимым.
В 1963 году следом за Пиаже Эрик Эриксон ввёл сложный термин: «автономия против стыда и сомнения» — для наиболее точного и подробного обозначения второй из своих восьми сформулированных «стадий жизни человека». Приблизительным образом указанная стадия соответствует анальной стадии классической теории психоанализа, при которой (практически буквальным образом) контроль сфинктера означает — достижение автономии.

## Государство и право
В правовом понимании, автономия — это право, предоставляемое объединениям, сословиям, корпорациям, руководствоваться собственными нормами и правилами в определённых пределах.

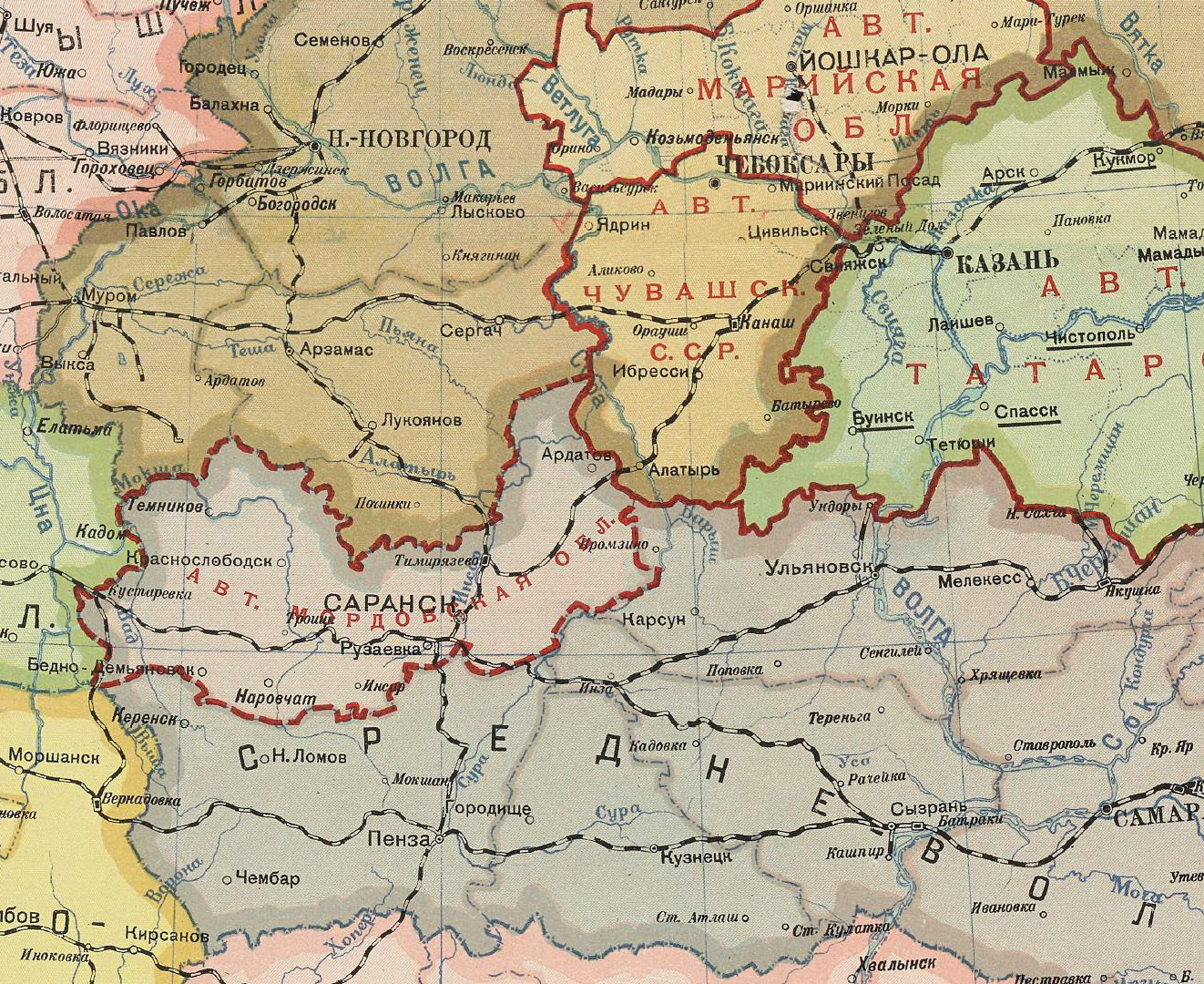
Национальные автономии на Средней Волге в 1930 г.: ТАССР, ЧАССР, Марийская и Мордовская автономные области

Теорией государственного управления выделяется самоуправление — реализация децентрализации государственной власти в форме закрепления в нормативно-правовой форме за административно-территориальными единицам государства прав по реализации от лица местного населения возможности и способности определения общественного порядка в вопросах местного значения в определённых сферах под собственную ответственность. Наряду с самоуправлением — равноправием всех административно-территориальных единиц — автономия подразумевает признание автономных прав на определение общественного порядка в некоторых сферах, возможно отличных от прав других единиц. По сферам выделяют автономии административные — в вопросах осуществления организации общественного управления и принятия решений, — и национальные — в реализации особых прав этнических групп.
В средние века были распространены самые обширные и разнообразные автономии. Но и теперь признаётся автономия общин, единений, союзов, корпораций в их внутренних, особенных делах и отношениях. Подобная автономия обеспечивает их свободное развитие, необходимый рост и порядок, благотворно действуя на развитие сил как отдельных членов, так и всей совокупности их в единении или союзе. Кроме того, государство может допускать дожившую до конца XIX — начала XX автономию династических родов и дворян-землевладельцев, в той степени, в которой она не противоречит государственному устройству и не выходит из области семейных институтов и наследственного права (фамильные постановления, фидеикомиссы, выдел дочерей и т. п.).

### Территориальная автономия
Территориальная автономия — внутреннее самоуправление субъектов в государстве или федерации (конфедерации) государств, обладающих самостоятельностью в рамках конституции или закона, позволяющее осуществлять полномочия в сфере локального самоуправления на условиях, отличных от применяющихся к иным субъектам или территориальным единицам (землям, краям, странам, областям (регионам)). 
Для территориальных субъектов или автономий характерны наличие следующих, определяющих их правовую основу, признаков:
- объективно присущая идентичность (национально-этническая, культурная, религиозная, географическая);
- признание и закрепление расширенной, разноплановой, с точки зрения содержания, компетенции по сравнению с иными внутригосударственными территориальными образованиями по осуществлению самоуправления;
- персонификация гарантий конституционно-правового статуса по его реализации и защите;
- наличие финансовых и иных ресурсов для реализации полномочий в отношении предусмотренных предметов ве́дения.[7]

### Национально-территориальная автономия
Национально-территориальная автономия — особый автономный статус в государстве или федерации (конфедерации) государств территориальных единиц (земель, краёв, стран, областей (регионов)) со значительной долей населения другой национальности или населения, отличающегося иными особенностями жизнедеятельности своего быта.

### Национально-культурная автономия
Национально-культурная автономия — особая форма национально культурного самоопределения национальных меньшинств. 

## Христианство
Автономия — самостоятельность поместной церкви в вопросах внутреннего управления от той или иной автокефальной церкви, в состав которой данная автономная церковь входила ранее на правах экзархата или епархии. Глава автономной церкви избирается на поместном соборе с последующим утверждением предстоятелем кириархальной церкви.

## Кибернетика
Когда говорится об автономии в человеческом организме, фирме или системе, имеется в виду, что та или иная её часть или определённая функция сама отвечает за своё регулирование. Это понятие можно перевести как «самоисполнение закона».

## Университетская автономия
Школьная автономия (Автономия школы) — самоуправление высшей (иногда и средней) школы, выражающееся в известной ограниченности контроля со стороны государства (право школы устанавливать внутренний распорядок, программы и методы, выбирать должностных лиц и преподавателей и тому подобное), и одно из важнейших прав классических университетов. Возникла одновременно с рождением университетов в средневековой Европе (XI—XII вв.). Первоначальное понимание университетской автономии (или «академических свобод») означало судебный иммунитет университетской корпорации относительно светской и духовной властей, то есть неподсудность её членов (профессоров и студентов) любым иным судам, кроме университетского. К средневековым корпоративным правам университетов также относились права самоуправления: выборы каждым факультетом декана из числа своих профессоров, выборы проректора (почётную должность ректора, как правило, занимал высочайший покровитель университета из числа титулованной знати), право самостоятельного пополнения корпорации через выборы новых профессоров. Эти права сохранялись в большинстве европейских университетов до рубежа XVIII—XIX веков.
В результате реформ начала XIX века университетами было утрачено большинство их корпоративных прав, но вместе с тем в политике ряда государственных деятелей (в частности Вильгельма фон Гумбольдта в Пруссии) подчёркивалось право «автономии науки», свобод преподавания, обучения и научных исследований, которые составляли основные принципы организации классических университетов.

## Профессиональное движение
Автономия профессионального движения — законодательно определенное взаимоотношения между профессиональными союзами, местной администрацией и государством, руководствоваться собственными, то есть профсоюза, нормативами, нормами и правилами, в определённых в пределах профессионального движения.